# Pseudomops zonatus
Pseudomops zonatus är en kackerlacksart som beskrevs av Rehn, J. A. G. 1928. Pseudomops zonatus ingår i släktet Pseudomops och familjen småkackerlackor. Inga underarter finns listade i Catalogue of Life.